# Louvroil
 Louvroil  es una población y comuna francesa, en la región de Norte-Paso de Calais, departamento de Norte, en el distrito de Avesnes-sur-Helpe y cantón de Maubeuge-Sud.

## Demografía
| 6313 | 6891 | 8005 | 8208 | 7349 | 7251 |
| Para los censos de 1962 a 1999 la población legal corresponde a la población sin duplicidades (Fuente: INSEE [Consultar]) |      |      |      |      |      |